# Semien Wollo
Semien Wollo är en zon i Etiopien.   Den ligger i regionen Amhara, i den centrala delen av landet, 300 km norr om huvudstaden Addis Abeba. Antalet invånare är 1 500 303.